# Meriania leucantha
Meriania leucantha là một loài thực vật có hoa trong họ Mua. Loài này được (Sw.) Sw. mô tả khoa học đầu tiên năm 1797.